# Brasil nos Jogos Sul-Americanos de 2010
Nos Jogos Sul-Americanos de 2010, o Brasil se fez presente com um total de 573 atletas. O tamanho da delegação só foi superado pela Colômbia, que era a nação anfitriã do evento. Com isso, o país superou os 450 atletas que haviam sido enviados para os Jogos de Buenos Aires-2006.
Ao final da competição, o Brasil conquistou o número recorde de 349 medalhas. Este total foi distribuído em 129 de ouro, 119 de prata e 101 de bronze. Essa marca deu aos brasileiros o segundo lugar no quadro geral de medalhas, ficando atrás somente da delegação colombiana.